# Chrysorthenches glypharcha
Chrysorthenches glypharcha är en fjärilsart som beskrevs av Edward Meyrick 1919. Chrysorthenches glypharcha ingår i släktet Chrysorthenches och familjen Plutellidae. Inga underarter finns listade i Catalogue of Life.